# Elaine Tanner
Elaine Tanner-Watt (Vancouver, 22 febbraio 1951) è un'ex nuotatrice canadese.
Specializzata nel dorso, ha vinto le medaglie d'argento nei 100 m e 200 m dorso e la medaglia di bronzo nella staffetta 4x100 m sl alle Olimpiadi di Città del Messico 1968.
È diventata una dei Membri dell'International Swimming Hall of Fame.
Nel 1966 ha vinto il Trofeo Lou Marsh, il premio assegnato annualmente da una giuria di giornalisti al miglior sportivo dell'anno del Canada.
È stata primatista mondiale nei 100 m e 200 m dorso.

## Palmarès
- Olimpiadi

Città del Messico 1968: argento nei 100 m e 200 m dorso e bronzo nella staffetta 4x100 m sl.
- Giochi panamericani

1967 - Winnipeg: oro nei 100 m e 200 m dorso, argento nei 100 m farfalla.